# ستيفن ميتشيل (سياسي)
ستيفن ميتشيل (بالإنجليزية: Stephen Mitchell)‏ هو سياسي بريطاني وبريطاني (وحمل سابقاً جنسية المملكة المتحدة لبريطانيا العظمى وأيرلندا)، ولد في 10 مارس 1884، وتوفي في 7 يونيو 1951. في الانتخابات العامة في المملكة المتحدة 1924 ‏، انتخب عضو برلمان المملكة المتحدة الـ34 عن دائرة Lanark (UK Parliament constituency) ‏ (29 أكتوبر 1924 – 10 مايو 1929).